# 글로벌비젼네트워크
《글로벌비젼네트워크》는 농림축산식품부 소관의 농촌과 축산환경 개선을 위한 비영리 재단법인 단체이다. 

## 개요
글로벌비젼네트워크는 농촌과 축산환경 개선을 위한 연구사업 지원, 농촌과 도시 청소년 Leadership 교육과 인성교육 및 지원, 농촌 청소년 장학사업(2년차 부터), 글로벌 농촌 청소년 교육 네트워킹 사업 지원, 기타 법인 목적을 달성하기 위한 비영리 사업을 목적으로 2011년 4월 29일 설립허가된 대한민국 농림축산식품부 소관의 재단법인이다. 사무실은 경기도 성남시 분당구 수내동 21-2 현대판테온 2409에 있다.